# 内原恭彦
内原 恭彦（うちはら やすひこ、1965年 - ）は、日本の写真家。
東京造形大学デザイン科中退。1999年頃から写真を撮り始め、2002年エプソンカラーイメージングコンテストグランプリ受賞。
2003年写真新世紀年間グランプリ受賞。
自身のホームページ「Son of a BIT」で、ほぼ毎日のように写真を発表していたが、同ドメインは現在停止中。
現在はメキシコに渡った後、インドのボパールに滞在中。

## 関連書籍
- 写真集「Son of a BIT」（内原恭彦、青幻舎、2007年）ISBN 4861521297　（大型本: 128ページ　A4判）
- 「デジグラフィ デジタルは写真を殺すのか？」（飯沢耕太郎、中央公論社、2004年）ISBN 4120034887　（彼のインタビューが紹介されている）